# Beypınarı (Saimbeyli)
Beypınarı (türkisch für Herrenquelle) ist ein Ortsteil (Mahalle) im Landkreis Saimbeyli der türkischen Provinz Adana mit 282 Einwohnern (Stand: Ende 2024). Im Jahr 2011 hatte der Ort 403 Einwohner.